# PGC 71372
LEDA/PGC 71372, auch UGC 12587, ist eine Spiralgalaxie vom Hubble-Typ Sb im Sternbild Pegasus nördlich der Ekliptik. Sie ist schätzungsweise 580 Millionen Lichtjahre von der Milchstraße entfernt und hat einen Durchmesser von etwa 195.000 Lichtjahren. Vom Sonnensystem aus entfernt sich das Objekt mit einer errechneten Radialgeschwindigkeit von näherungsweise 12.800 Kilometern pro Sekunde.
Im selben Himmelsareal befinden sich unter anderem die Galaxien NGC 7660, PGC 71454, PGC 1782192, PGC 214958.